# ハムレイク (ミネソタ州)
ハムレイク（英語: Ham Lake）は、アメリカ合衆国ミネソタ州アノーカ郡の都市。ミネアポリス・セントポール都市圏の郊外に位置する。人口は16,464人（2020年国勢調査）。

## 歴史
1856年、入植者はハムのような形をした湖のすぐ南西に町をつくり、スコットランド語で「美しい谷」を意味するGlen Careyと名付けた。郡庁所在地をGlen Careyへ移す法案が議会で審議されたが、アノーカの住民代表団により廃案となった。1857年の火災により、住居を失った人々はこの地を去った。その後は散発的な入植が行われた。
1866年、ノルウェー人を初めとするスカンディナヴィア半島出身者が移住した。彼らはスコットランド語の「Glen Carey」の発音が難しかったため、特に名前を決めていなかった。1871年2月21日にグロウ郡区（現在のアンドーバー）から分離する際、アノーカ郡政委員は近くのハムのような形の湖からハムレイク郡区（Ham Lake Township）と名付けた。1974年1月8日、ハムレイク郡区は市となった。

## 地理
アノーカ郡の中央部に位置し、ミネソタ州道65号線が市西部を縦断する。
アメリカ合衆国国勢調査局によると、2023年の総面積は35.862平方マイル (92.88 km2)で、そのうち陸地は34.415平方マイル (89.13 km2)、水域は1.447平方マイル (3.75 km2)、割合は4.03パーセントである。

## 住民
2020年国勢調査によると人口は16,464人である。人種別だと白人が約9割を占める。
| 人種 / 民族 (NH = 非ヒスパニック)           | 人口   | 割合   |
| ------------------------------------------- | ------ | ------ |
| 白人 (NH)                                   | 14,418 | 87.57% |
| アフリカ系アメリカ人 (NH)                   | 116    | 0.70%  |
| ネイティブ・アメリカン・アラスカ先住民 (NH) | 37     | 0.22%  |
| アジア系アメリカ人 (NH)                     | 662    | 4.02%  |
| 太平洋諸島系 (NH)                           | 1      | 0.01%  |
| その他の人種 (NH)                           | 58     | 0.35%  |
| 混血 (NH)                                   | 729    | 4.43%  |
| ヒスパニック/ラテン系アメリカ人             | 443    | 2.69%  |
| 合計                                        | 16,464 | 100%   |

## 教育
ミネソタ州最大の学区であるアノーカ・ヘネピン学区に属している。

## 出身人物
- アンディ・エリクソン（英語版） - コメディアン
- デビ―・ジョンソン（英語版） - ミネソタ州議会上院議員
- Trevor Frischmon - アイスホッケー選手